# Tršić (miasto Loznica)
Tršić (cyr. Тршић) – wieś w Serbii, w okręgu maczwańskim, w mieście Loznica. W 2011 roku liczyła 1154 mieszkańców.
Urodził się tutaj twórca serbskiej cyrylicy Vuk Stefanović Karadžić.